# Calluga cissocosma
Calluga cissocosma là một loài bướm đêm trong họ Geometridae.